# 海南脚骨脆
海南脚骨脆（学名：Casearia aequilateralis）为大风子科脚骨脆属下的一个种。

## 扩展阅读
- 維基物種上的相關：海南脚骨脆